# If I Had a Hi-Fi
If I Had a Hi-Fi è un album in studio di cover del gruppo rock statunitense Nada Surf, pubblicato nel 2010. Il titolo del disco è un palindromo.

## Tracce
1. Electrocution (Bill Fox) – 3:13
2. Enjoy the Silence (Depeche Mode) – 3:21
3. Love Goes On! (The Go-Betweens) – 3:02
4. Janine (Arthur Russell) – 1:05
5. You Were So Warm (Dwight Twilley) – 2:48
6. Love and Anger (Kate Bush) – 4:50
7. The Agony of Laffitte (Spoon) – 3:50
8. Bye Bye Beauté (Coralie Clément) – 3:37
9. Question (Moody Blues) – 5:17
10. Bright Side (Soft Pack) – 3:06
11. Evolución (Mercromina) – 5:07
12. I Remembered What I Was Going to Say (The Silly Pillows) – 1:52